# Drogistenstern
Der Drogistenstern ist eine seit 1981 derzeit sechsmal im Jahr erscheinende Kundenzeitschrift des Schweizerischen Drogistenverbands. Er hat nach Angaben der WEMF eine Auflage von 149 248 Exemplaren und wird von circa 972 000 Personen in der Schweiz gelesen (davon rund 907 000 Exemplare in Deutsch und 65 000 in Französisch). In der Romandie erscheint der Drogistenstern als «La Tribune du Droguiste».
Der Schwerpunkt der Zeitschrift liegt auf dem Thema «Gesundheit», wobei direkt oder indirekt zum Kauf von Drogerieprodukten animiert wird. Wie auch in anderen Kundenzeitschriften lassen sich Interviews mit Prominenten, Essays oder Reportagen finden.
Die Zeitschrift liegt in den Drogerien der Deutschschweiz auf. Online-Partner des Drogistensterns ist vitagate.ch.